# Witold Moszyński
Witold Moszyński (ur. 1831) – adwokat, prezes Trybunału Rewolucyjnego Warszawy w powstaniu styczniowym. Wyrokiem Audytoriatu Polowego skazany 15 maja 1865 na karę śmierci, zamienioną na 10 lat katorgi.